# پسیکتریا رستراتا
پسیکتریا رستراتا (نام علمی: Psychotria rostrata) نام یک گونه از تیره روناسیان است.